# Viewers Choice
 (juin 2018).
Si vous disposez d'ouvrages ou d'articles de référence ou si vous connaissez des sites web de qualité traitant du thème abordé ici, merci de compléter l'article en donnant les références utiles à sa vérifiabilité et en les liant à la section « Notes et références ».
Viewers Choice était un service de télévision à la carte canadien de langue anglaise conçu afin de desservir les abonnés du câble numérique. Il a été lancé le 5 septembre 1991 et appartient à Viewers Choice Canada Inc. dont l'actionnaire principal est Bell Media (50,1 %), ainsi que les partenaires minoritaires CTV Speciality Television (24,95 %) et Rogers Media (24,95 %). Le service a été terminé le 30 septembre 2014.

## Contenu
Viewers Choice consistait à quinze chaînes en définition standard et deux chaînes en haute définition, ainsi que la chaîne de bandes-annonces.
La chaîne principale est consacrée aux événements en direct dont les événements sportifs UFC, WWE et TNA, et des événements pour adultes pré-enregistrés comme la franchise Girls Gone Wild.
Deux chaînes sont consacrées aux films pour adultes, alors que les autres diffusent des films d'ordre général. Après 23 h, l'offre de films pour adultes augmente.

## Historique

Logo de Viewers Choice utilisé à partir de mai 1993 jusqu'en avril 2004, avec le texte utilisé à partir de mars 1996.

En mars 1991, le CRTC attribuait une licence à Viewer's Choice Canada détenue par Astral (50,1 %), Rogers Pay Per View Inc. (24,95 %) et TSN Enterprises (24,95 %) pour l'est du pays.
Viewers Choice pay-per-view a été lancé en septembre 1991 et offrait des films sur plusieurs canaux analogiques brouillés à des heures de début différentes, ainsi que des événements sportifs en direct et des films pour adultes durant la nuit. Le service n'était accessible que via le décodeur fourni par le fournisseur (dans le cas de Vidéotron, le Vidéoway), en suivant les instructions pour commander affichés sur le canal de bandes-annonces, qui fournit aussi les heures de diffusion disponibles.
Après le début de la télévision numérique par câble et de Star Choice (télévision par satellite) en 1997 au Canada, Viewers Choice a ajouté jusqu'à 45 chaînes, permettant des heures de diffusion du même film aux 15 minutes, ainsi que des chaînes dédiées à des films thématiques pour adultes toute la journée.
Lorsque la Vidéo à la demande a été graduellement implantée chez les câblodistributeurs durant la première moitié des années 2000, Viewers Choice a dû faire face à la compétition et a lancé la promotion "All day ticket", débrouillant les canaux présentant le même film jusqu'à 6 h le lendemain matin. Avec le temps, le nombre de canaux a diminué.
Jusqu'en 2007, le nom Viewers Choice était aussi utilisé par Shaw Communications pour le service télévision à la carte dans l'ouest canadien. Le 27 décembre 2007, Shaw Cable et Shaw Direct les a remplacés par son service propriétaire. Viewers Choice était aussi utilisé par Look Communications jusqu'au 15 novembre 2009. Depuis ce temps, ce service n'est offert que par câble (l'autre fournisseur de télé par satellite, Bell Télé possède son propre service, Vu!).
Viewers Choice Canada Inc. était aussi propriétaire à 40 % du service francophone de télé à la carte, Canal Indigo, lancé en 1996. Ce service a été acheté en totalité par le Groupe TVA au mois de mars 2008.
Le 6 mars 2012, le CRTC accepte la demande de Viewers Choice afin de fournir son service à l'échelle nationale.
Le 16 mars 2012, Bell Canada (BCE) annonce son intention de faire l'acquisition d'Astral Média. incluant ses parts dans Viewers Choice, pour 3,38 milliards de dollars. La transaction a été refusée par le CRTC. Bell Canada a alors déposé une nouvelle demande le 4 mars 2013, qui a été approuvée le 27 juin 2013.
Au début juillet 2014, Bell Media annonce aux distributeurs qu'elle mettra fin au service dès le 30 septembre 2014, compte tenu qu'elle n'utilise pas ce service pour ses abonnés (Bell opère le service Vu!), une baisse des revenus, et que Rogers souhaite offrir que des événements sportifs avec sa licence Sportsnet PPV (en), laissant les autres distributeurs à se trouver une source de contenu de pay-per-view.